# Ruta Provincial E 68 (Córdoba)

## Generalidades
La Ruta Provincial E-68, es una carretera argentina, en la provincia de Córdoba, que se inicia en el departamento Calamuchita y finaliza en el departamento Rio Cuarto.
Es una vía de transporte totalmente asfaltada pero que posee una baja tasa de circulación vehicular, y en su mayoría transporte pesado, debido a que es utilizada por quienes realizan la explotación de canteras de piedra caliza (también es utilizada para acortar el viaje, hacia La Cruz desde Berrotarán y visceversa).

Inicia su derrotero 9 km al sur de la localidad de La Cruz, en cercanías del paraje Cañada de Álvarez, cuando la  RP 23 , alcanza el km 40 aproximadamente, y finaliza en jurisdicción de la ciudad de Berrotarán, al alcanzar el trazado de la  RN 36 , al oeste de la misma.

## Localidades
A lo largo de su escueto recorrido, esta ruta atraviesa solamente la comuna de Las Caleras con apenas un poco menos de 200 hab..
y el paraje Paso Cabral.

Ninguno de estos sitios es cabecera departamental.

## Recorrido
| LCONTgq | ABZq+lr | CONTfq |

|  | BHF |

| WASSERq | hKRZWae | WASSERq |

|  | BHF |

| CONTgq | KRZ | CONTfq |

|  | CONTf |